# Valentin Ceaușescu
Valentin Ceaușescu (n. 17 februarie 1948, București, România) este un fost fizician român și fiul cel mare al lui Nicolae Ceaușescu și al Elenei Ceaușescu.

## Biografie

### Familie și studii
Fiul cel mare al fostului șef de stat român, Nicolae Ceaușescu și al soției sale, Elena, Valentin Ceaușescu a urmat cursurile Școlii Petru Groza, unde a terminat studiile liceale în anul 1965. În următorii doi ani a fost student al Facultății de Fizică din București, după care a urmat și a absolvit cursurile prestigiosului Imperial College din Londra.
În 1970 s-a reîntors în țară, angajându-se la Institutul de Fizică Atomică.
În același an, la 3 iulie, s-a căsătorit cu Iordana Borilă, fiica lui Petre Borilă și a comunistei de origine evreiască Ecaterina Abraham, cu care are un fiu, Daniel Valentin, născut în 1981. Valentin și Iordana au divorțat în 1988. În 1995, Valentin Ceaușescu s-a recăsătorit. Din această a doua căsătorie, fizicianul are o fată, Alexandra, născută în 1996.
Din 2016 este pensionar și trăiește în București.

### Politică
Deși la Congresul al XIV-lea al Partidului Comunist Român Valentin Ceaușescu a fost ales membru supleant al Comitetului Central al P.C.R., el a dus o viață personală și publică foarte discretă, neimplicându-se deloc în politică.

### Steaua București
A fost simpatizant al echipei Steaua București stopând imixtiunile securității statului în viața echipei militare.

### După revoluția din 1989
După arestarea în decembrie 1989 a părinților săi, Nicolae și Elena Ceaușescu, Valentin a plecat din București, împreună cu iubita sa, viitoarea soție, și s-a ascuns la un prieten. La 25 decembrie 1989, chiar în ziua în care părinții săi au fost executați, a fost arestat și acuzat formal de subminare a economiei naționale. A fost apoi ținut în detenție la Domnești până în august 1990.

### Bibliofil și colecționar de artă
Valentin Ceaușescu este un bibliofil și colecționar de artă pasionat, care a acumulat de-a lungul a peste patru decenii și jumătate numeroase piese valoroase. După arestarea sa ilegală din 25 decembrie 1989 i s-a confiscat, de către organele de stat de atunci, o importantă parte a colecției sale de artă și cărți. După multe "bătălii" juridice, în numeroase din curțile de justiție post-decembriste, colecționarul a reușit să recupereze aproape toate piese sale, cu excepția tabloului „Natură statică cu ulcică de aramă” de Gheorghe Petrașcu, încă "sechestrat" de Muzeul Național de Artă al României, în ciuda existenței unei sentințe definitive de returnare a picturii dată de Curtea Supremă de Justiție a României din 19 aprilie 2007.

## Distincții
- Ordinul „Meritul Științific” clasa a II-a (29 aprilie 1983) „pentru contribuția adusă la înfăptuirea politicii partidului și statului de făurire a societății socialiste multilateral dezvoltate în patria noastră și rezultatele deosebite obținute în întrecerea socialistă pentru îndeplinirea și depășirea planului național unic de dezvoltare economico-socială pe anul 1982”[5]

### Interviuri
- Mega-interviu cu Valentin Ceaușescu!, 30 mai 2006, Evenimentul zilei
- AP: Ceaușescu a fost prostit de sfătuitorii săi, afirmă fiul său, 23 decembrie 2009, Ana-Maria Lazăr, Adevărul
- Cristian Otopeanu, într-un dialog cu Valentin Ceaușescu: "Am unit și protejat Steaua, dar și fotbalul românesc" august 2009, Gazeta Sporturilor